# Mediekonglomerat
Mediekonglomerat är ett konglomerat av medieföretag som genom vertikal och horisontell integration strävar efter att kontrollera så stora delar av marknaden i denna bransch som möjligt.
Mediekoncentration leder till en ökad dominans av ett fåtal aktörer inom mediemarknaden. Som mediekonglomerat ges större möjlighet att marknadsföra sina egna produktioner och produkter även inom andra områden. Ett exempel på den här typen av integrering är lanseringen av Disneys filmer; där man använder ett flertal kanaler för att marknadsföra sig (TV, kläder, leksaker, musik, spel osv), vilket i sin tur kan leda till positiva synergieffekter.
En anledning till utvecklingen mot mediekonglomerat är den växande konvergensen inom medieområdet, såväl teknisk som innehållsmässig. Ett exempel på ett mediekonglomerat är Sony. Från början producerade de hemelektronik, för att sedan under 1980-talet utöka sin verksamhet och etablera sig på musik- och filmmarknaden, genom att köpa CBS Records och Columbia Pictures.